# Pawieł Kołczin
Pawieł Konstantinowicz Kołczin, ros. Павел Константинович Колчин (ur. 9 stycznia 1930 w Otepää, zm. 30 grudnia 2010 tamże) – rosyjski biegacz narciarski reprezentujący Związek Radziecki, czterokrotny medalista olimpijski i czterokrotny medalista mistrzostw świata.

## Kariera
Jego olimpijskim debiutem były igrzyska w Cortinie d’Ampezzo w 1956 roku. Zdobył tam brązowe medale w biegach na 15 i 30 km techniką klasyczną. Ponadto wspólnie z Fiodorem Tierientjewem, Nikołajem Anikinem i Władimirem Kuzinem wywalczył złoty medal w sztafecie 4 × 10 km. Na igrzyskach olimpijskich w Squaw Valley w 1960 roku nie wziął udziału z powodu choroby. Cztery lata później, podczas igrzysk w Innsbrucku razem z Giennadijem Waganowem, Igorem Woronczichinem i Iwanem Utrobinem zdobył brązowy medal w sztafecie. Zajął tam także 6. miejsce w biegu na 15 km techniką klasyczną.
W 1958 roku wystartował na mistrzostwach świata w Lahti. W indywidualnych startach zdobył dwa srebrne medale: w biegu na 30 km, który wygrał Kalevi Hämäläinen z Finlandii oraz w biegu na 15 km, ulegając jedynie kolejnemu Finowi Veikko Hakulinenowi. Co więcej w sztafecie razem z Fiodorem Terentiewem, Nikołajem Anikinem i Anatolijem Szeluchinem zdobył swój trzeci srebrny medal tych mistrzostw. Cztery lata później, na mistrzostwach świata w Zakopanem wspólnie z Iwanem Utrobinem, Aleksiejem Kuzniecowem i Giennadijem Waganowem wywalczył kolejny brązowy medal w sztafecie. Jego najlepszym indywidualnym wynikiem na tych mistrzostwach było 10. miejsce w biegu na 15 km. Na kolejnych mistrzostwach świata już nie startował.
Trzynaście razy zdobywał tytuł mistrza Związku Radzieckiego: na 15 i 30 km w latach 1956, 1957 i 1963, na 70 km w 1963 roku oraz w sztafecie w latach 1953, 1954, 1955, 1957, 1958 i 1964. Po zakończeniu kariery Kołczin pracował jako trener. W latach 1968–1972 był trenerem reprezentacji Związku Radzieckiego.
Jego żona Alewtina Kołczina również reprezentowała Związek Radziecki w biegach narciarskich, a ich syn Fiodor był reprezentantem ZSRR w kombinacji norweskiej.
W 1963 roku otrzymał Medal Holmenkollen wraz z żoną, a także dwojgiem Norwegów: narciarką alpejską Astrid Sandvik i skoczkiem narciarskim Torbjørnem Yggesethem. W 1970 r. otrzymał Order „Znak Honoru”, a w 1957 i 1972 r. Order Czerwonego Sztandaru Pracy.
Od 1973 roku wraz z rodziną mieszkał w Otepää, w południowej Estonii, gdzie pracował jako trener biegów narciarskich.

## Osiągnięcia

### Igrzyska olimpijskie
| Miejsce | Dzień       | Rok  | Miejscowość       | Konkurencja             | Czas biegu | Strata | Zwycięzca        |
| ------- | ----------- | ---- | ----------------- | ----------------------- | ---------- | ------ | ---------------- |
| 3.      | 27 stycznia | 1956 | Cortina d’Ampezzo | 30 km stylem klasycznym | 1:44:06    | +1:39  | Veikko Hakulinen |
| 3.      | 30 stycznia | 1956 | Cortina d’Ampezzo | 15 km stylem klasycznym | 49:39      | +0:38  | Hallgeir Brenden |
| 6.      | 2 lutego    | 1956 | Cortina d’Ampezzo | 50 km stylem klasycznym | 2:50:27    | +7:33  | Sixten Jernberg  |
| 1.      | 4 lutego    | 1956 | Cortina d’Ampezzo | Sztafeta 4 × 10 km      | 2:15:30    | -      | -                |
| 6.      | 2 lutego    | 1964 | Innsbruck         | 15 km stylem klasycznym | 50:54,1    | +57,9  | Eero Mäntyranta  |
| 3.      | 8 lutego    | 1964 | Innsbruck         | Sztafeta 4 × 10 km      | 2:18:34,6  | +12,3  | Szwecja          |

### Mistrzostwa świata
| Miejsce | Dzień     | Rok  | Miejscowość | Konkurencja             | Czas biegu | Strata  | Zwycięzca         |
| ------- | --------- | ---- | ----------- | ----------------------- | ---------- | ------- | ----------------- |
| 2.      | 2 marca   | 1958 | Lahti       | 30 km stylem klasycznym | 1:40:03,0  | +12,2   | Kalevi Hämäläinen |
| 2.      | 4 marca   | 1958 | Lahti       | 15 km stylem klasycznym | 48:58,3    | +13,5   | Veikko Hakulinen  |
| 2.      | 6 marca   | 1958 | Lahti       | Sztafeta 4 × 10 km      | 2:18:15,0  | +29,4   | Szwecja           |
| 6.      | 8 marca   | 1958 | Lahti       | 50 km stylem klasycznym | 2:56:21,9  | +5:31,5 | Sixten Jernberg   |
| 10.     | 20 lutego | 1962 | Zakopane    | 15 km stylem klasycznym | 55:22,8    | +1:58,0 | Assar Rönnlund    |
| 3.      | 22 lutego | 1962 | Zakopane    | Sztafeta 4 × 10 km      | 2:24:39,8  | +1:34,5 | Szwecja           |